# Hydrellia ceramensis
Hydrellia ceramensis är en tvåvingeart som beskrevs av Meijere 1913. Hydrellia ceramensis ingår i släktet Hydrellia och familjen vattenflugor. Inga underarter finns listade i Catalogue of Life.